# Vizir
Um vizir (وزیر em persa) era um ministro e conselheiro de um xá (rei da antiga Pérsia) e, posteriormente, de um monarca de um país islâmico. O vizir fazia a ligação entre o monarca e os seus súditos — função parecida com a de um primeiro-ministro. O termo significa "ajudante".
A figura do vizir tem sua origem na antiga Pérsia e foi adotada no califado abássida a partir da conquista do Império Sassânida pelos muçulmanos no século VIII. Destes, os mais importantes vizires foram os barmécidas, família persa cujos membros foram os principais conselheiros e administradores durante o governo dos primeiros califas abássidas. 
Enquanto o califa era rodeado de pompa e tornava-se inacessível, era o vizir que cumpria as ordens do soberano, mantendo o monarca distante da execução de tarefas administrativas. Ao mesmo tempo, o vizir assumia a responsabilidade dos atos de governo e preservava a reputação do califa ou sultão, que era o governante temporal e espiritual da comunidade.

## Grão-vizir
Durante o Império Otomano, o grão-vizir era a mais alta autoridade depois do sultão, sendo considerado representante deste e atuando em seu nome. Estava hierarquicamente acima de outros vizires de menor rango que se reuniam na Sublime Porta do Palácio de Topkapı, em Istambul.
No Paquistão, o primeiro-ministro (político governante de fato, formalmente sob o comando do presidente) é chamado Wazīr ē Aʿẓam (persa para grão-vizir), outros ministros são denominados vazirs.

## Em Portugal
Em português existem outras grafias como "alvasil", "alguazil", "aguazil", "guazil" ou "wasir". Um personagem histórico a ter o título de wasir foi Sesnando Davides, um moçárabe que governou Coimbra no século XI. Ajudou Fernando I de Leão na conquista da cidade e ganhou o condado de Coimbra, ostentando ao mesmo tempo os títulos de conde e de wazir. Oficialmente vassalo de Fernando I, na prática governou Coimbra como monarca. Faleceu em 1092.
Surge igualmente, mais tarde, a referência a "alvazil" ou "alvazil do crime" que se confunde com alcaide ou meirinho e que devia incluir em parte os cargos de juiz, de chefe da polícia e governador-civil.